# مايكل كيريغان
مايكل كيريغان (بالإنجليزية: Michael Kerrigan)‏ هو مخرج بريطاني، ولد في 2 نوفمبر 1952، وتوفي في 7 أغسطس 2014.

## وصلات خارجية
- مايكل كيريغان على موقع IMDb (الإنجليزية)
- مايكل كيريغان على موقع قاعدة بيانات الفيلم (الإنجليزية)